# Bill Rieflin
Bill Rieflin właściwie William Frederick Rieflin (ur. 29 września 1960 w Seattle, zm. 24 marca 2020 tamże) – amerykański muzyk i kompozytor, multiinstrumentalista, znany głównie jako perkusista. Rieflin współpracował m.in. z takimi zespołami jak: Ministry, Sweet 75, Swans, R.E.M., Revolting Cocks, KMFDM, Pigface oraz King Crimson. Muzyk prowadził także solową działalność artystyczną.

## Wybrana dyskografia
- William Rieflin, Robert Fripp, Trey Gunn – The Repercussions of Angelic Behavior (1999, First World Music)[8]
- Bill Rieflin – Birth Of A Giant (1999, First World Music)[9]
- Bill Rieflin, Chris Connelly – Largo (2000, First World Music)[10]

## Filmografia
- "Robyn Hitchcock: Sex, Food, Death... and Insects" (jako on sam, 2007, film dokumentalny, reżyseria: John Edginton)[11]